# Camponotus cordincola
Camponotus cordincola är en myrart som beskrevs av Wheeler 1934. Camponotus cordincola ingår i släktet hästmyror, och familjen myror. Inga underarter finns listade.